# (466251) 2013 GX59
(466251) 2013 GX59 es un asteroide perteneciente al cinturón de asteroides, descubierto el 11 de abril de 2010 por el equipo Spacewatch desde el Observatorio Nacional de Kitt Peak (Arizona, Estados Unidos).